# Браунли, Чед
Чед Браунли (англ. Chad Brownlee) — канадский кантри-музыкант, автор-исполнитель и бывший хоккеист (Айдахо Стилхэдз, Ванкувер Кэнакс).
Многократный номинант на премии Canadian Country Music Association и Juno Awards.

## Биография
См. также «Chad Brownlee career» в английском разделе.
Родился 12 июля 1984 года в городе Келоуна (Британская Колумбия, Канада).
Браунли был на драфте клуба Vancouver Canucks в 2003 году, в шестом круге отбора и на № 190 в целом. Спустя 4 года игры за клуб Minnesota State Mavericks (Mankato, Minn.) из Национальной ассоциации студенческого спорта, он также сделал свой про дебют в клубе Айдахо Стилхэдз (Хоккейная лига Восточного побережья) в 2007 году. Но серия травм повернула его к музыке. Его первый сингл, "The Best That I Can (Superhero)", вышел в ноябре  2009 года. Альбом Chad Brownlee дебютировал в августе 2010 года, затем был альбом Love Me or Leave Me в 2012 году. Браунли 19 февраля 2013 года был номинирован на премию Juno Award в категории  Country Album of the Year. Вручение прошло 21 апреля в Реджайне. Третий альбом The Fighters вышел 3 июня 2014 года.

## Дискография
См. также «Chad Brownlee Discography» в английском разделе.

### Альбомы
| Название            | Детали                                                                    |
| ------------------- | ------------------------------------------------------------------------- |
| Chad Brownlee       | - Дата выхода: 31 августа 2010 - Лейбл: MDM Recordings                    |
| Love Me or Leave Me | - Дата выхода: 14 февраля 2012 - Лейбл: MDM Recordings/EMI                |
| The Fighters        | - Дата выхода: 3 июня 2014 - Лейбл: MDM Recordings/Universal Music Canada |

## Награды и номинации
| Год  | Ассоциация                         | Категория                                       | Результат |
| ---- | ---------------------------------- | ----------------------------------------------- | --------- |
| 2010 | Canadian Country Music Association | Rising Star                                     | Номинация |
| 2011 | Canadian Country Music Association | Rising Star                                     | Победа    |
| 2012 | Canadian Country Music Association | Male Artist of the Year                         | Номинация |
| 2012 | Canadian Country Music Association | Interactive Artist of the Year                  | Номинация |
| 2013 | Juno Awards of 2013                | Country Album of the Year – Love Me or Leave Me | Номинация |
| 2013 | Canadian Country Music Association | Male Artist of the Year                         | Номинация |